# Boiga philippina
Boiga philippina là một loài rắn trong họ Rắn nước. Loài này được Peters mô tả khoa học đầu tiên năm 1867.
Đây là loài bản địa Philippines.

## Hình ảnh

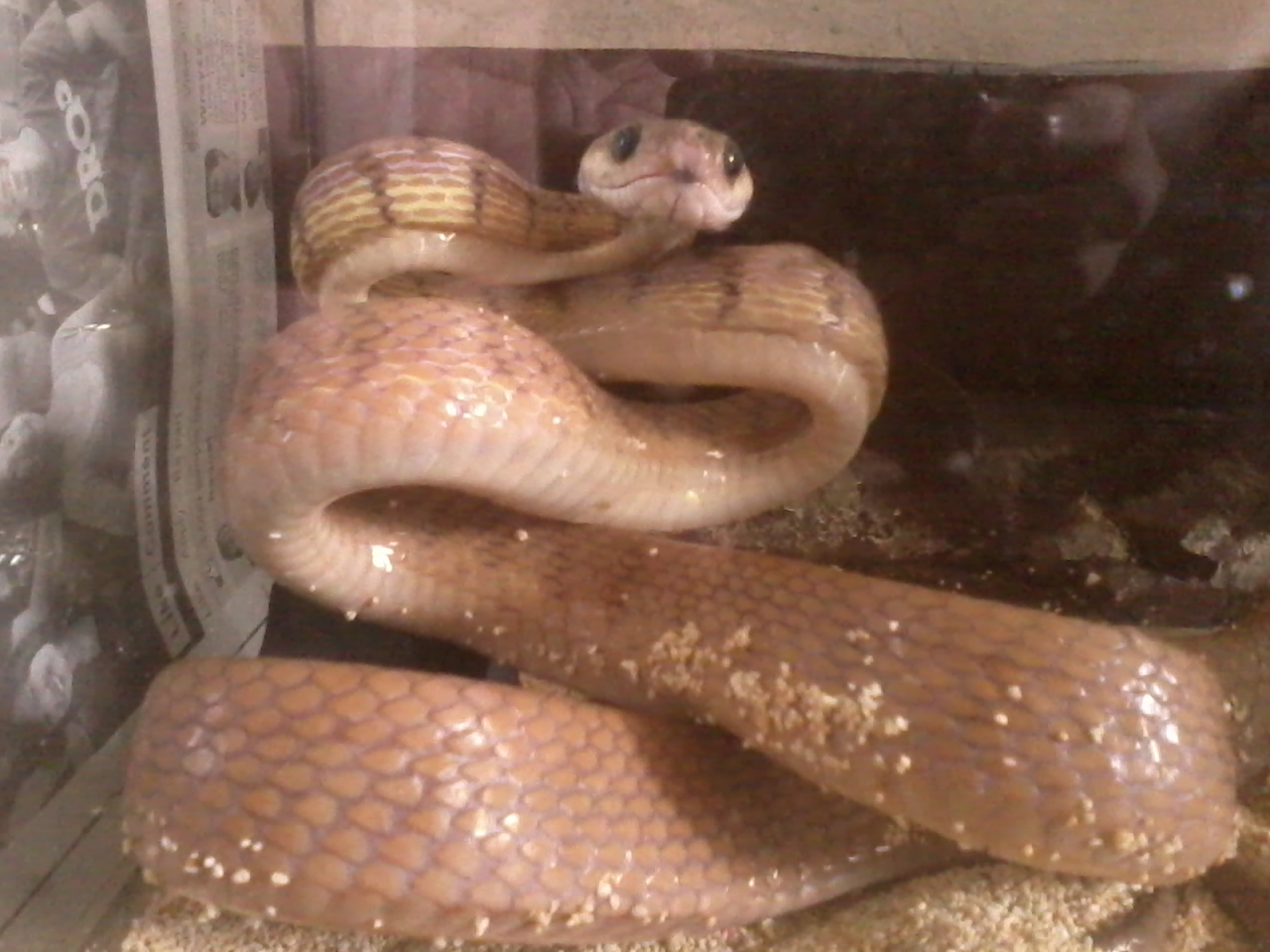